# Pygathrix nemaeus
Il langur duca (Pygathrix nemaeus Linnaeus, 1771) è un primate appartenente alla famiglia Cercopithecidae, diffuso in Asia.

## Descrizione
È contraddistinto da una colorazione estremamente variopinta: nella maggior parte degli esemplari presenta, infatti, zampe di  colore marrone/rossiccio, che terminano in "guanti" neri che ricoprono mani e piedi. Il volto mostra un colorito dorato, ed è incorniciato da una criniera bianca, considerevolmente più lanuginosa nei maschi. Le sopracciglia sono normalmente blu/grigie, e la coda è bianca, con un batuffolo lanuginoso, anch'esso bianco, all'estremità. I maschi presentano inoltre una macchia bianca su entrambi i lati del dorso, assente nelle femmine, e genitali ricoperti di peluria rossa e bianca. Per il resto, i due generi non presentano ulteriori differenze di livrea.
Come altre specie della stessa famiglia, il langur è una scimmia di corporatura snella e allungata. Sono alte fra i 61 e i 76 centimetri, con i maschi un po' più grandi delle femmine. I maschi pesano fino a 7 chilogrammi, le femmine fino a 5 chilogrammi.

## Biologia

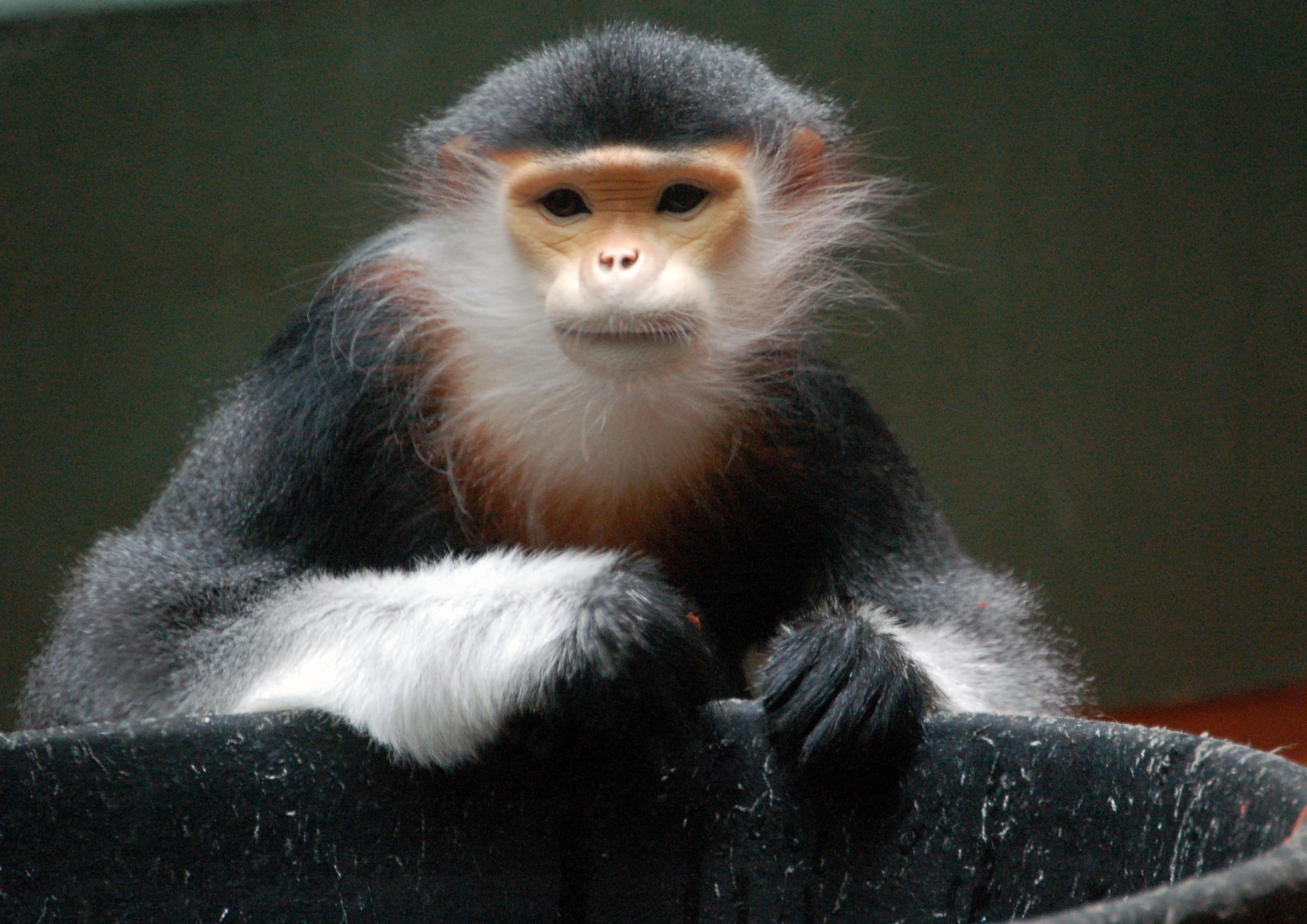
Un esemplare in cattività, allo zoo di Filadelfia

Come la maggior parte delle scimmie, P. nemaeus è un animale sociale e vive in gruppi, formati in media da 4 - 15 esemplari, sebbene ne siano stati osservati alcuni composti da più di 50 unità. Un gruppo consiste solitamente di 1 o più maschi e circa 2 femmine per ogni maschio. Sia i maschi che le femmine hanno loro proprie gerarchie ed i maschi sono dominanti sulle femmine. Sia maschi che le femmine, raggiunta l'età adulta, lasciano il gruppo in cui sono cresciuti, per formarne di nuovi. Come gran parte dell altre scimmie del vecchio mondo, la loro coda non è prensile, e viene utilizzata solamente per mantenere l'equilibrio.
Quando il gruppo si muove, viene condotto dai maschi adulti, con al seguito i maschi giovani e le femmine che trasportano i neonati al sicuro sulla loro schiena. P. nemaeus è un abitante delle cime superiori degli alberi; è molto agile e frequentemente compie salti notevoli di oltre 6 m. In situazioni normali, i diversi individui si muovono rumorosamente correndo da ramo a ramo, attraverso gli alberi, saltando e schiamazzando vivacemente. Ma quando un gruppo è disturbato dall'attacco di un predatore o da altri pericoli, può fuggire in silenzio attraverso gli alberi, lontano dal pericolo. 

### Riproduzione
I maschi possono accoppiarsi sia con una singola femmina sia con più femmine; il periodo degli accoppiamenti va da agosto a dicembre. La gravidanza dura 165-190 giorni, e porta alla nascita di un unico figlio: i parti gemellari sono molto rari. Le femmine raggiungono la maturità sessuale a circa 4 anni, mentre i maschi la raggiungono a 4-5 anni. La vita media si aggira attorno ai 25 anni.

## Distribuzione e habitat
Tutte le specie di questa famiglia sono originarie del Sud-est asiatico, e specialmente delle aree boschive di Cambogia, Laos, Cina dell'est e Vietnam. All'interno di questo areale, le varie specie di Pygathrix sono in grado di adattarsi ad habitat anche molto diversi: esemplari delle varie specie sono stati ritrovati in zone che vanno dalle pianure alle montagne fino ad un massimo di 2000 ms.l.m., in aree coperte da foreste pluviali o decidue.

## Conservazione
P. nemaeus è classificato nella "lista rossa" (red list) della IUCN come specie a rischio, e la CITES proibisce il suo commercio internazionale. Ad ogni modo, soprattutto in Vietnam e Cambogia, tali leggi difficilmente sono rispettate, complice la precaria condizione economica di questi paesi.